# Шахтне
Ша́хтне — селище Харцизької міської громади Донецького району Донецькій області, Україна. Розташоване на березі Кринки за 2 км на південь від м Зугрес та за 43 км від Донецька.  Відстань до Харцизька становить близько 15 км і проходить переважно автошляхом Н21.

## Населення

### Мова
Розподіл населення за рідною мовою за даними перепису 2001 року:
| Мова            | Кількість | Відсоток |
| --------------- | --------- | -------- |
| російська       | 741       | 73.08%   |
| українська      | 270       | 26.62%   |
| білоруська      | 1         | 0.10%    |
| румунська       | 1         | 0.10%    |
| інші/не вказали | 1         | 0.10%    |
| Усього          | 1014      | 100%     |

За даними перепису 2001 року населення селища становило 1014 осіб, із них 26,63 % зазначили рідною мову українську, 73,08 %— російську, 0,1 %— білоруську та молдовську мови.

## Економіка
Містоутворюючим підприємством для селища є шахта №. 39, організована в кінці 50-х років XX століття для промислової розробки родовищ кам'яного вугілля.
Станом на 2010 рік діяльність шахти припинена, технологічні й управлінські споруди, а також шахтне обладнання повністю демонтовані.